# Присяжнюк Артемій Васильович
Арте́мій Васи́льович Присяжню́к (14 вересня 1947, село Круглик Хотинського району Чернівецької області —  12 лютого 2017, м. Чернівці) — український художник, монументаліст. У ранні роки працював у галузі монументального мистецтва, художнього ткацтва, станкового малярства, скульптури. Основним напрямком творчості пізнього періоду стає живопис в жанрі нефігуративного мистецтва. Учасник багатьох обласних, всеукраїнських та міжнародних виставок та перформансів. Твори зберігаються у Чернівецькому художньому музеї, музеї В. Івасюка та у приватних колекціях.
Член Національної спілки художників України (1990). Заслужений художник України (2009).

## Життєпис

### Дитинство
До десяти років ріс без батька, який покинув сім’ю. Мати Марія Володимирівна вийшла заміж вдруге; Артемій був найстаршим з восьми братів і сестер. Навчався в Круглецькій середній школі, змалку проявляючи інтерес до мистецтва і здібності в малюванні. З 1965 року, після закінчення школи, працює шкільним вчителем малювання.

### Освіта й робота
Упродовж 1967—1971 рр. навчався у Вижницькому училищі прикладного мистецтва (нині Вижницький коледж прикладного мистецтва імені В. Ю. Шкрібляка) на відділенні художнього конструювання промислових виробів з металів і пластмас. Там він починає опановувати скульптуру, чеканку, різьбу по дереву.
Після закінчення училища, в 1971 році працює в конструкторському бюро Хмельницького трансформаторного заводу.  З 1972 року працює на Чернівецькому художньо-виробничому комбінаті, де займається скульптурою, чеканкою та вітражем.
В 1974–1979 роках навчався у Львівському державному інституті прикладного та декоративного мистецтва, який закінчив з відзнакою. Педагоги з фаху — В. Манастирський, І. Гуторов, І. Боднар. В той же період він знайомиться з творами Данила Довбошинського та Карла Звіринського, які працювали на той час в інституті й мали великий вплив на формування композиційної структури подальших робіт митця.

## Творчість

### 1980—1990
Після закінчення Львівського інституту в 1979 році переїжджає в Чернівці, де влаштовується на роботу в Художній фонд Чернівецької спілки художників України.  Першою роботою став розпис у ресторані «Дністер» (1980). Згодом було виконано монументальний цикл «Мистецтво Київської Русі» у ресторані «Київ» (1983).
У 1982 році створює в м. Чернівці мозаїку «Квітуй, Буковино!». У час, коли радянською владою чинився значний ідеологічний тиск на мистецтво, Артемію Присяжнюку вдалося створити монументальний витвір, який уникнив прямого ідеологічного навантаження. Зокрема, на мозаїці немає символів СРСР, серпа та молота або інших складових радянської пропаганди. За словами буковинського художника Івана Салевича, «у ній можна знайти прочитання строф Тараса Шевченка: "А буде син, і буде мати, і будуть люде на землі", а також біблійні мотиви».

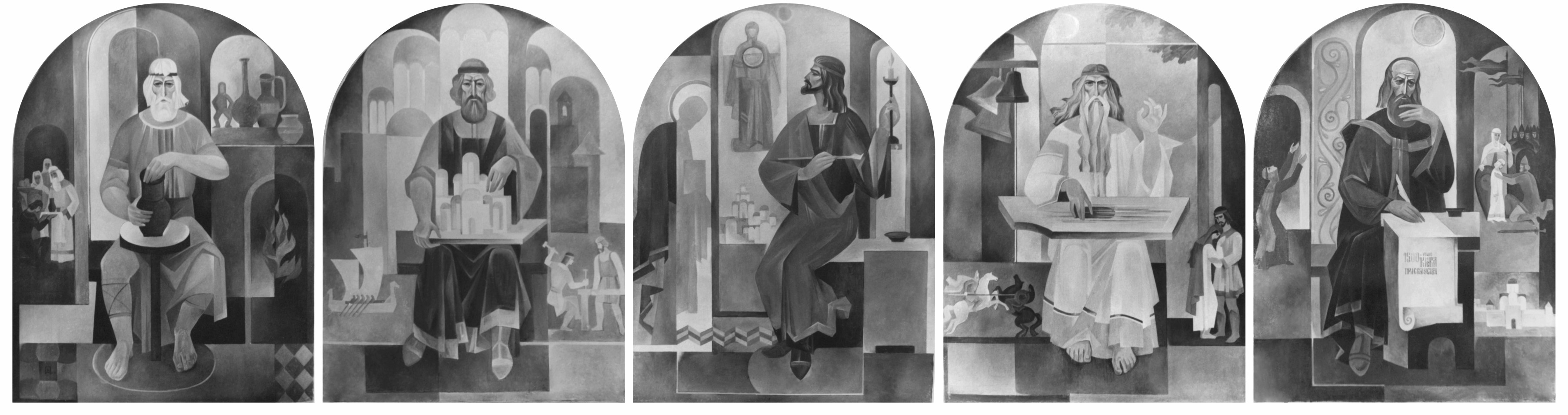
Артемій Присяжнюк. Монументальний розпис «Мистецтво Київської Русі» у ресторані «Київ», Чернівці

В 1986 році Присяжнюк виконує монументальну чеканку на фасаді Будинка культури у селі Тарашани Чернівецької області. Водночас художник активно займається самоосвітою у напрямку модерністських мистецьких практик.
Наприкінці 1980-х років Артемій Присяжнюк, знаходячись на піднесенні свого творчого шляху, виконує значну кількість ескізів монументальних робіт. Десятки мозаїчних панно, розписів, вітражів та гобеленів лишаються нереалізованими через економічну кризу та подальше припинення існування СРСР. Більшість ескізів збереглися і знаходяться в колекції родини художника. Найбільше визнання в ті роки Артемій Присяжнюк отримав за свої роботи у галузі художнього ткацтва. В гобеленах він надає сучасного прочитання традиційним для народного килимарства Буковини символам, втілює модернові мистецькі ідеї у сповнених асоціацій композиціях. В 1990 році, в техніці художнього ткацтва була виконана масштабна за своїм задумом та розмірами ткана завіса в Міському будинку культури, м. Первомайськ, Миколаївської області.

### 1990—2000

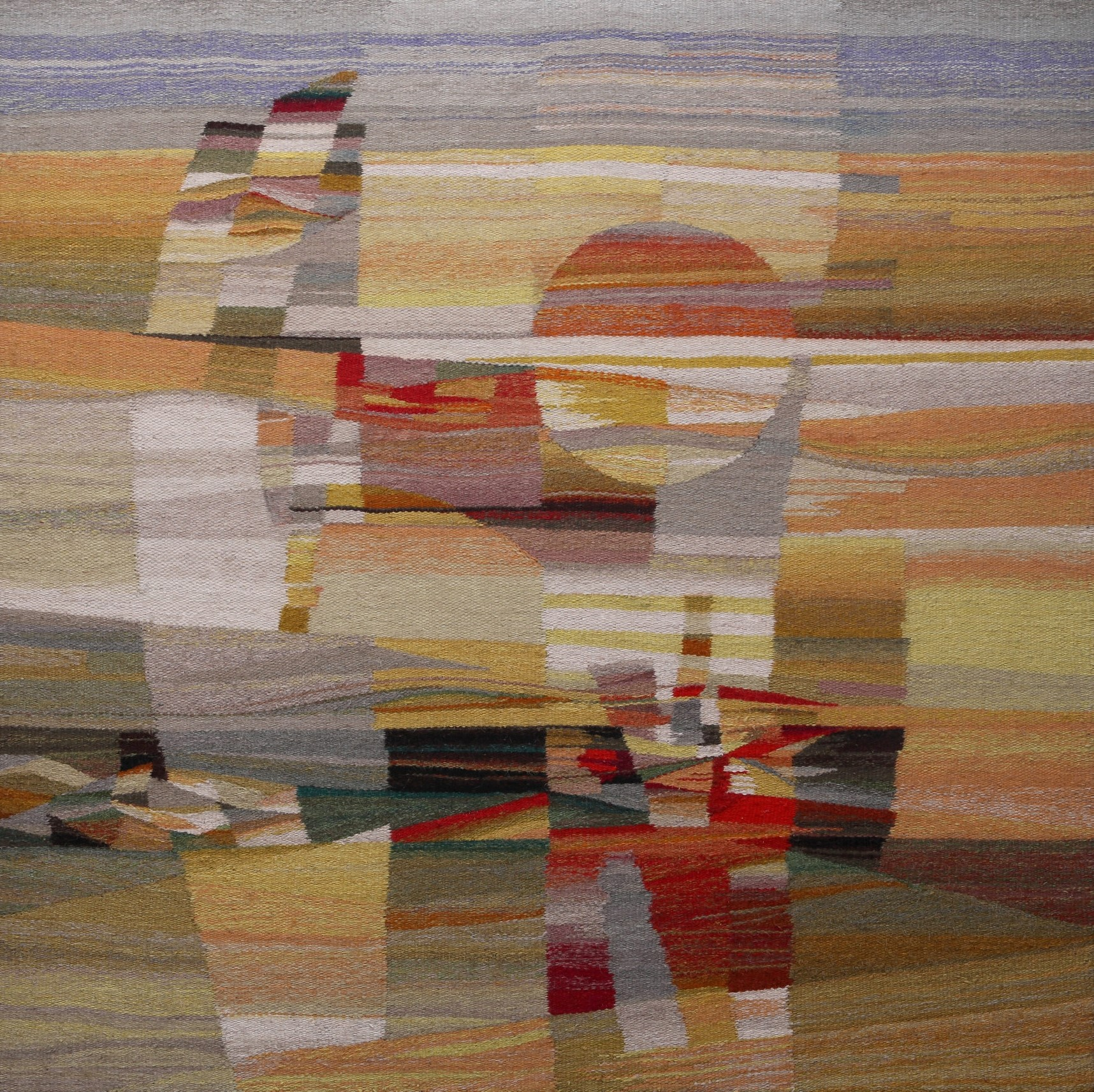
Полудень (Посвята батькам), гобелен,1989

На початку 1990-х на творчість художника безпосередньо впливають переломні події в історії України, поглиблення соціально-економічної кризи, розгубленість у суспільстві. Роботам цього періоду притаманні драматичність та емоційна чуттєвість. У художника з’являється низка робіт про людське в людині, публіцистично-жорсткі та зболено-сумні за звучанням твори.
З 1990-х років Артемій Присяжнюк  концентрується на живописі та працює в різних жанрах і техніках, прагнучи досягти більшої живописної свободи. Роботи цього періоду демонструють перехід художника до умовності у зображенні форм реального світу, більшої декоративності та площинності елементів. Твори побудовані на чіткості лінійних ритмів, пуристичній простоті й виразності контурів. Живописна поверхня цих творів набуває підкреслено відчутних фактур.
У малярстві митця відчувається вплив значного досвіду роботи над гобеленами, для яких розмаїття фактур є одним з важливих засобів виразності. Власне, вже у цих роботах поступово вимальовуються принципи, які у 2000-2010-их рр. визначать стилістичні риси нефігуративного живопису художника.
Поряд із живописними творами він створює низку меморіальних дошок відомим буковинськім та українським особистостям.

### 2000—2010
Роботи 2000-2010 років, демонструють все більшу зацікавленість митця відображенням емоційних станів та сприйняття сучасних подій через асоціації, співвідношення колірних плям, грою різноманітних фактур та форм тощо. Звертаючись до здобутків мистецтва модернізму, Артемій Присяжнюк трансформує їх, пропонуючи відмінне бачення поступу мистецтва нефігуративу. Сакральні образи в його творах відкривають глядачам духовний вимір світосприйняття митця.

### 2010—2017

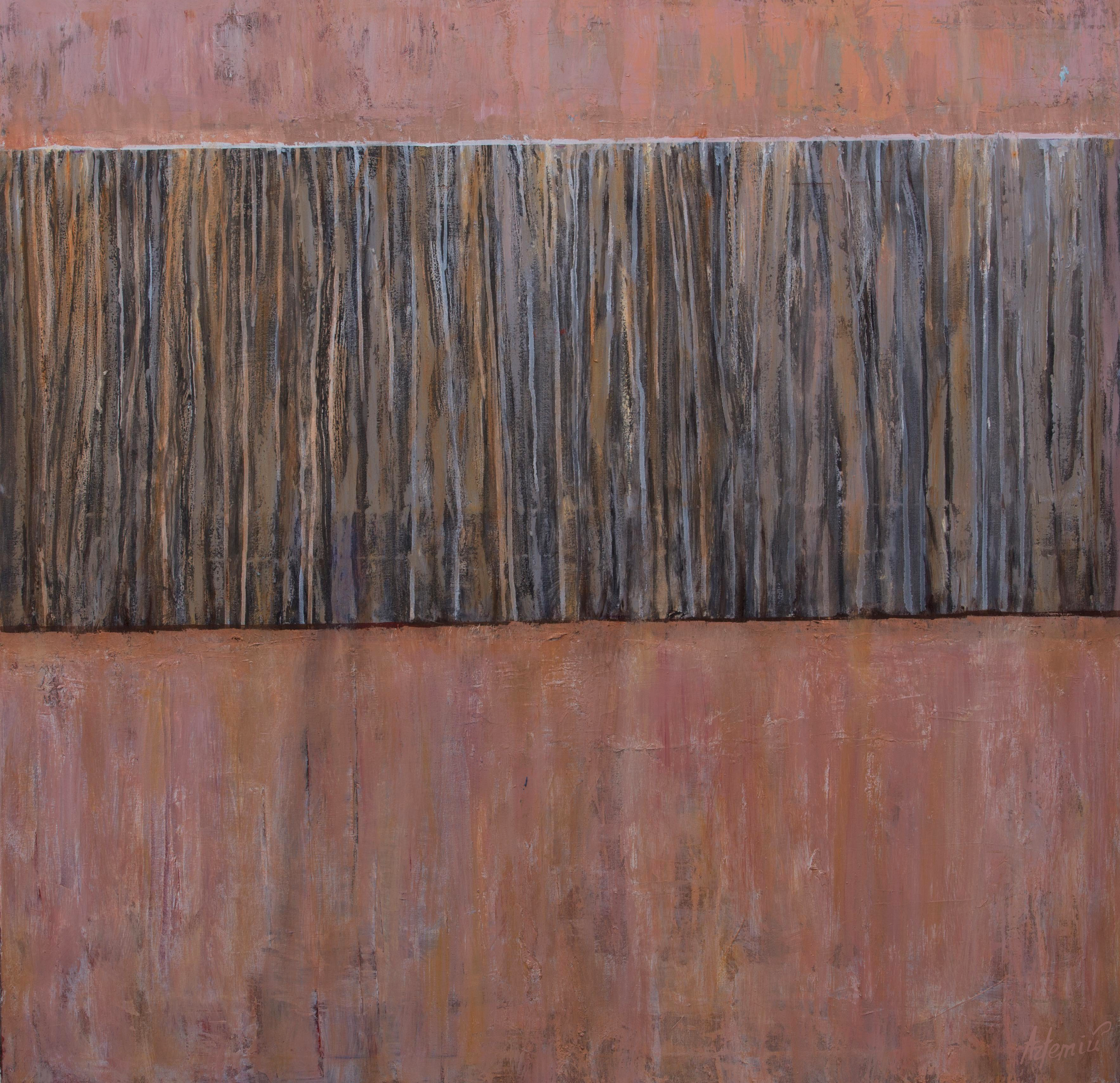
Артемій Присяжнюк, Несприяйняття дійсності, 2015 рік

У цей період роботи Присяжнюка демонструють остаточний перехід митця до абстрактних композицій. Формується власний впізнаваний авторський живописний почерк, де фактура є невід’ємною складовою кольору, а шари фарби додають глибини та складності.
Поряд з творами, де мова кольору і фактури звучить через співставлення і взаємодію форм та п’ятен, Артемій Присяжнюк вдається і до мінімалістичнх робіт, багатошаровість та глибина яких, дає можливість митцю передати чіткий емоційний посил глядачу, не використовуючи форму, як інструмент абстрактного живопису.
У 2012 році  Артемію Присяжнюку діагностують невиліковну хворобу. Внаслідок ризикованої операції та багатоетапного складного лікування, йому вдається прожити ще майже п’ять років. Не дивлячись на тяжкі випробування і важкий психологічний стан, художник продовжує працювати і створює цикл нефігуративних живописів, в яких досягає своєї найвищої майстерності. В житті художника це стає етапом найпродуктивнішої реалізації малярських задумів.

## Основні твори
- Розпис у ресторані “Дністер” (1980)
- Мозаїка «Квітуй, Буковино!» (1982, у співавторстві з Іваном Віхренком)
- Розпис «Мистецтво Київської Русі» (1983)

- Гобелен-триптих “Музика” (1988)

- Гобелен-диптих “Гармонія” (1988)
- Полотно “Хто нас захистить” (1988)
- Полотно “Інтернат” (1988)
- Гобелен “Полудень (Посвята батькам)” (1989)
- Полотно “Пам’яті ненароджених” (1990)
- Полотно “Біля порога” (1990)
- Полотно “Чернівці. Серпень 88 року” (1990)
- Гобелен “Завіса” (1990)
- Гобелен “Золоте руно” (1990)
- Полотно “День скорботи” (1990)
- Полотно “Сон” (1990)
- Полотно “Натюрморт” (1990)
- Полотно “Формоутворення” (1990)
- Полотно “Пробудження” (1990)
- Полотно “Стрітення” (1991)
- Полотно “Натхнення” (1991)

- Меморіальна дошка Павлові Каспруку (1992)
- Полотно “Ангел-хранитель” (1992)
- Меморіальна дошка Євгенієві Гакману (1993)

- Меморіальна дошка Олегові Ольжичу (1998)
- Полотно “І радість, і печаль” (2000)
- Полотно “Благослови, Боже” (2008)
- Полотно “Сергій Параджанов у променях слави” (2008)
- Полотно “Лицарі Червоної Рути” (2009)
- Меморіальна дошка Назарієві Яремчуку (2012)
- Полотно “Баланс почуттів” (2014)
- Полотно “Поле тяжіння” (2015)
- Полотно “Повінь спокою” (2015)
- Полотно “Такий настрій” (2015)
- Полотно “Небесна сфера” (2015)
- Полотно “Кольоровий перетин” (2015)
- Полотно “Зупинись мить” (2016)
- Полотно “Поволі” (2016).

## Вшанування пам'яті
14 вересня 2017 року в чернівецькому Центрі культури "Вернісаж" відбулась виставка Артемія Присяжнюка на честь його 70-річчя.  Більшість робіт ніколи не експонувалися і є доробком художника за останні роки життя.
16 грудня 2022 р. в селі Круглик, Чернівецької області, названо вулицю на честь Артемія Присяжнюка.
25 липня 2024 року в Чернівцях вулицю Лєрмонтова перейменовано на вулицю Артемія Присяжнюка

## Галерея

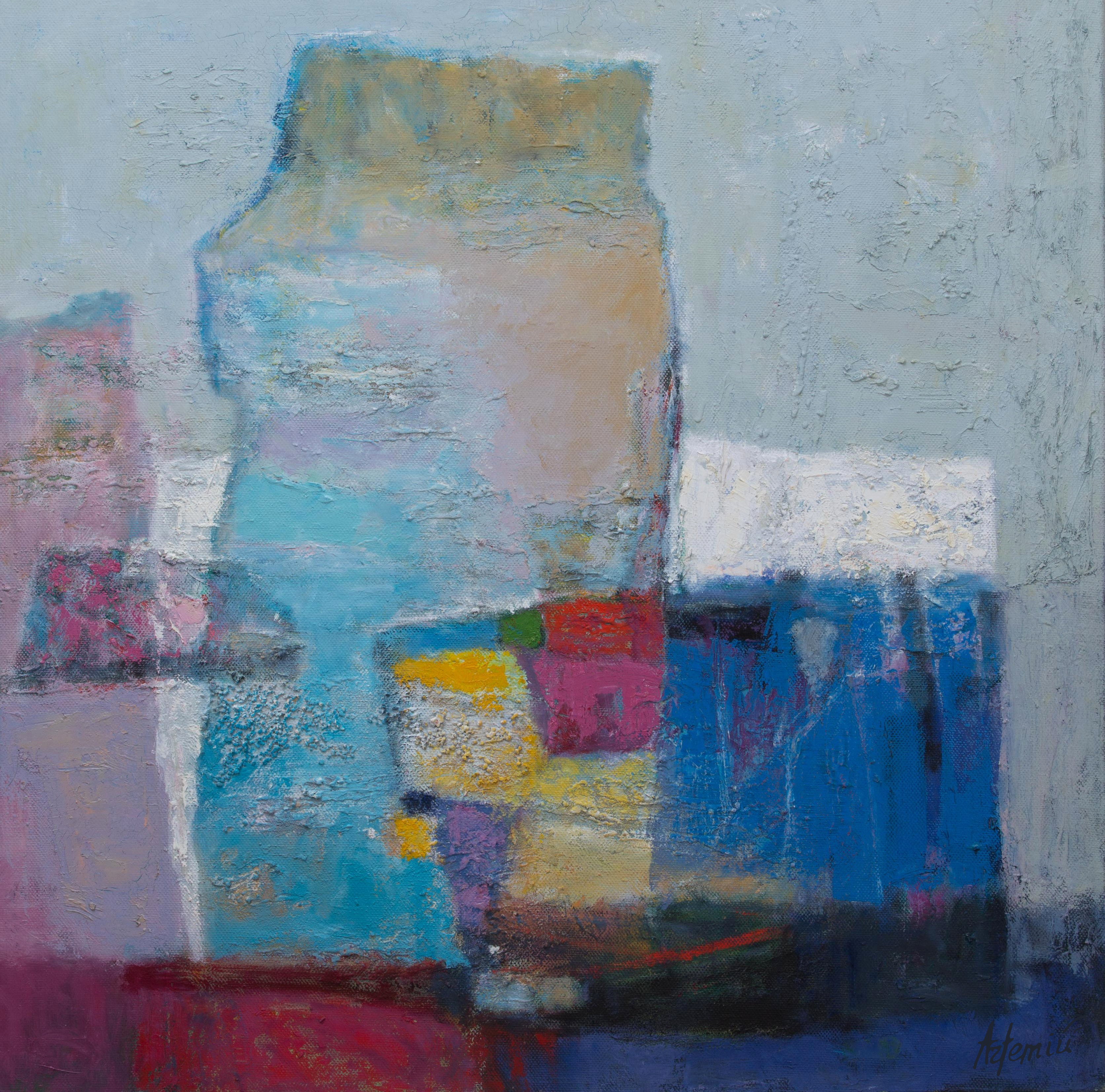
Силуети, 2015
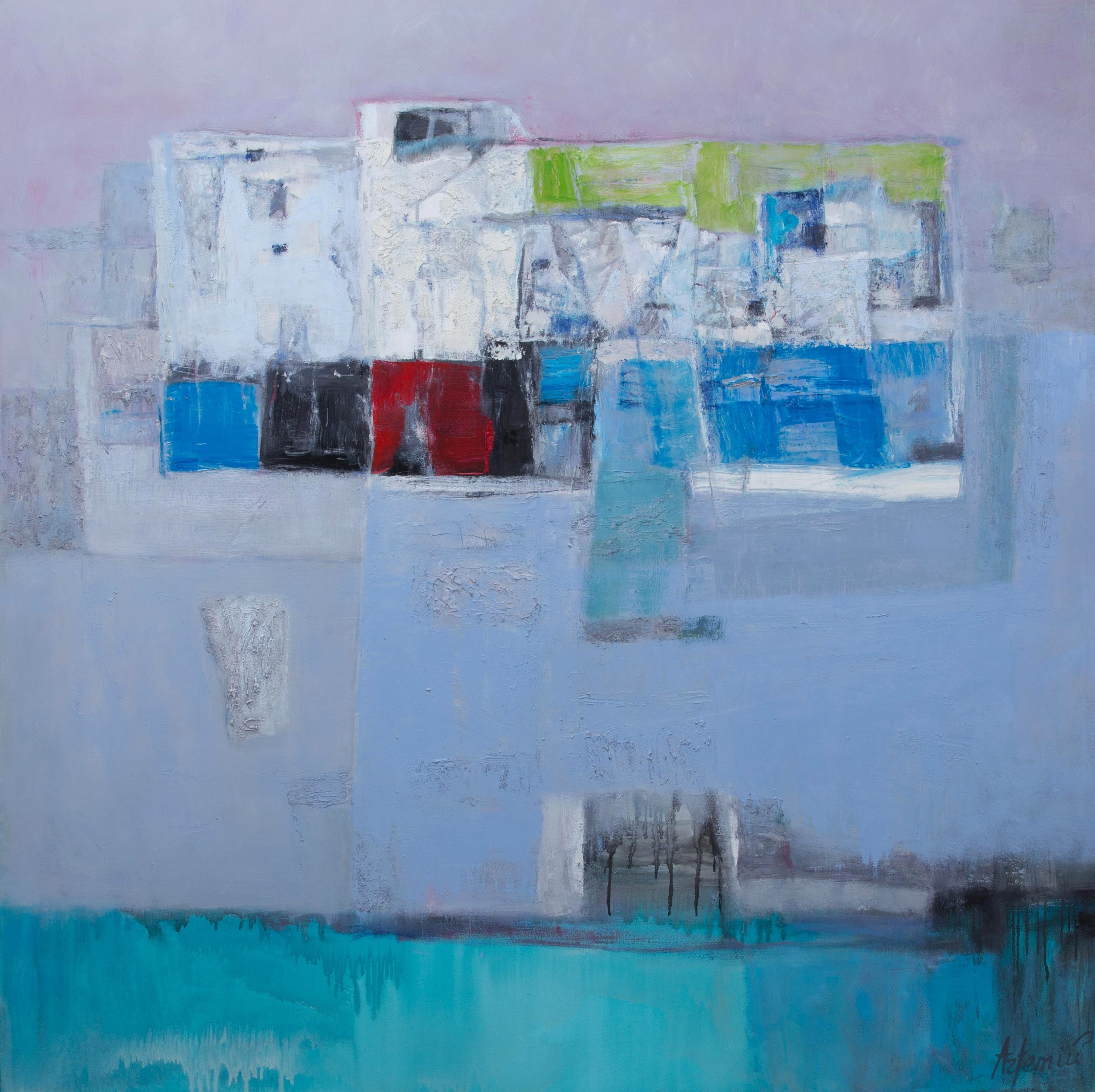
Поле тяжіння, 2016
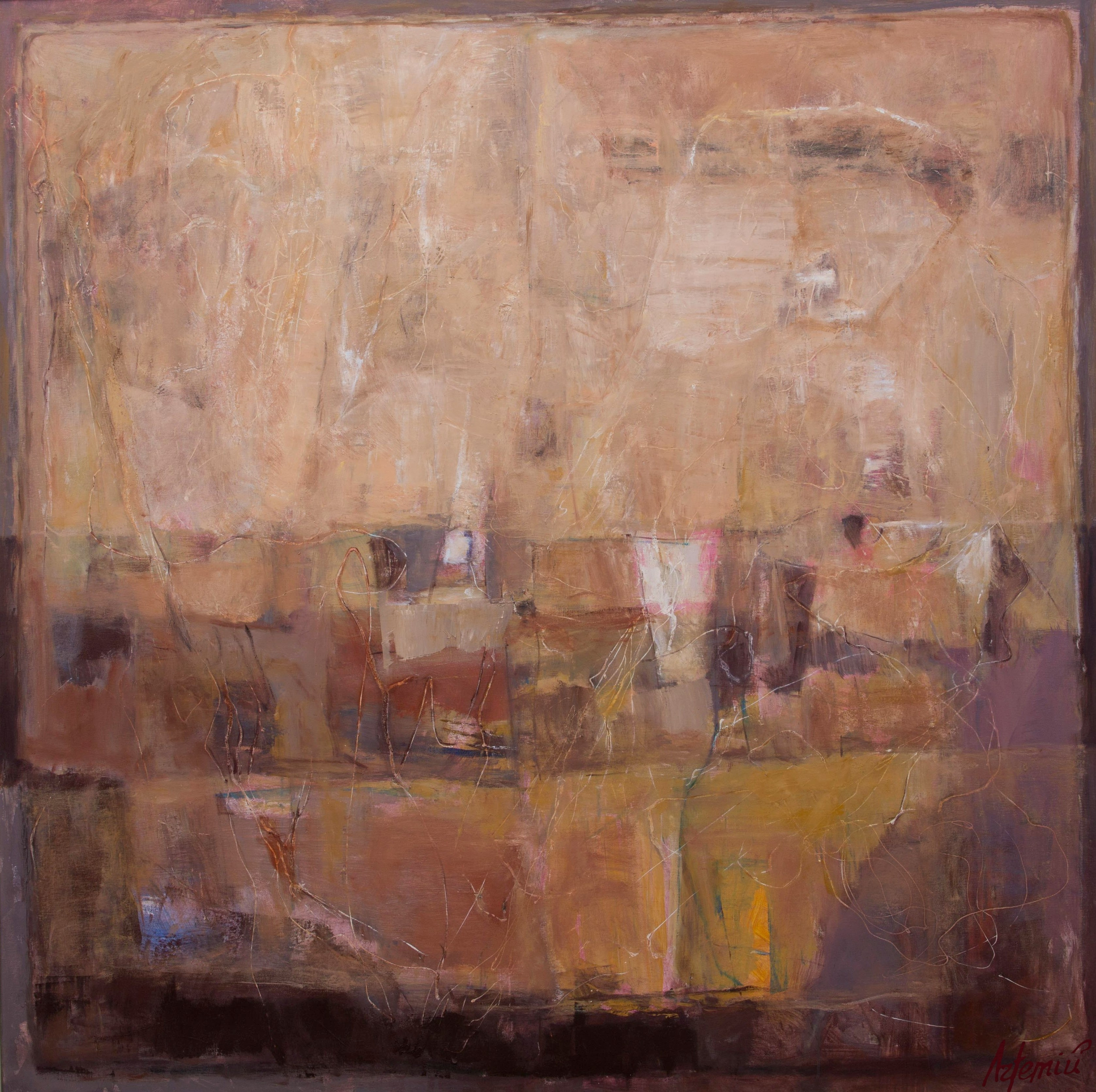
Поволі, 2015
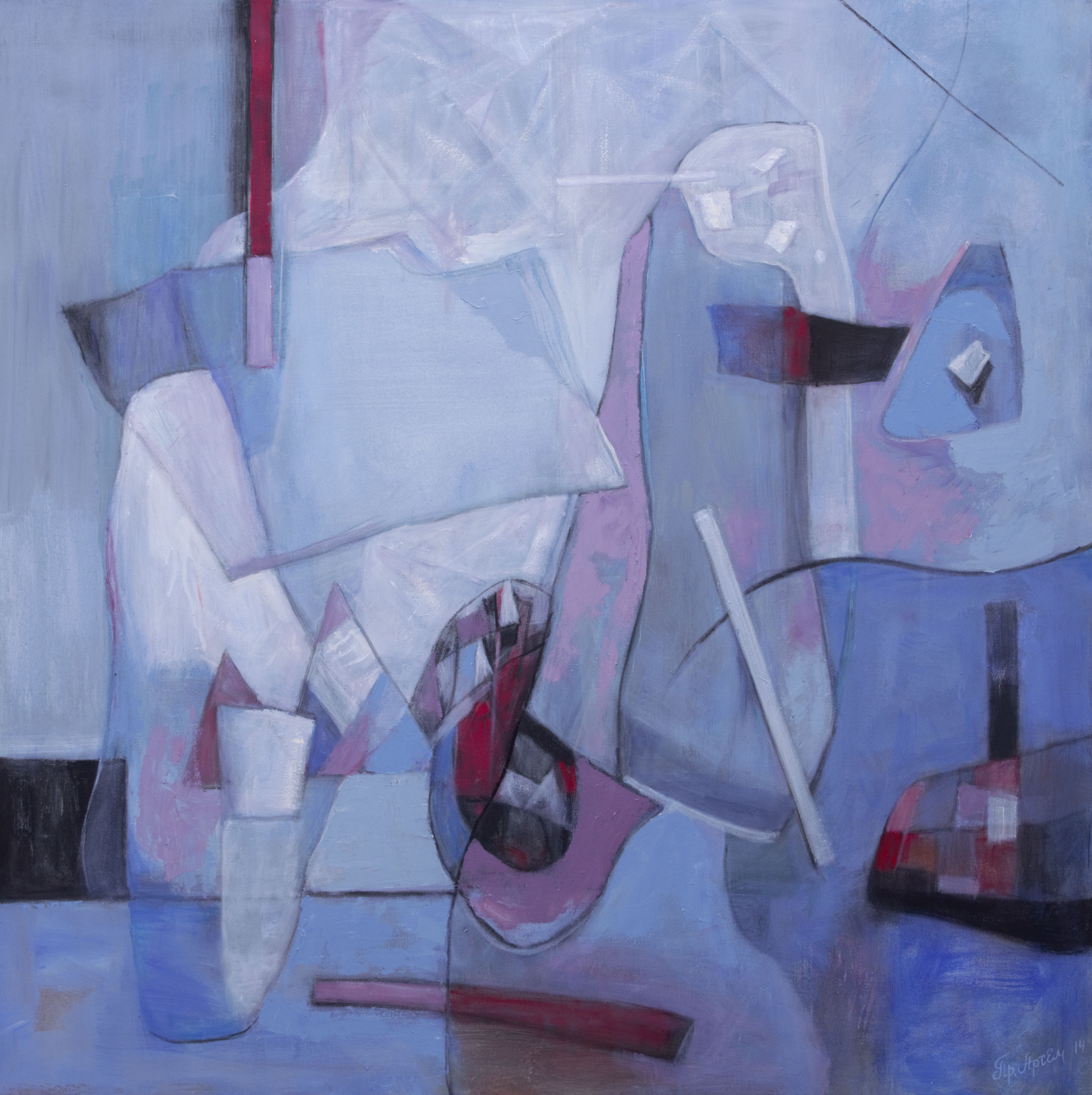
Початок сну, 2014
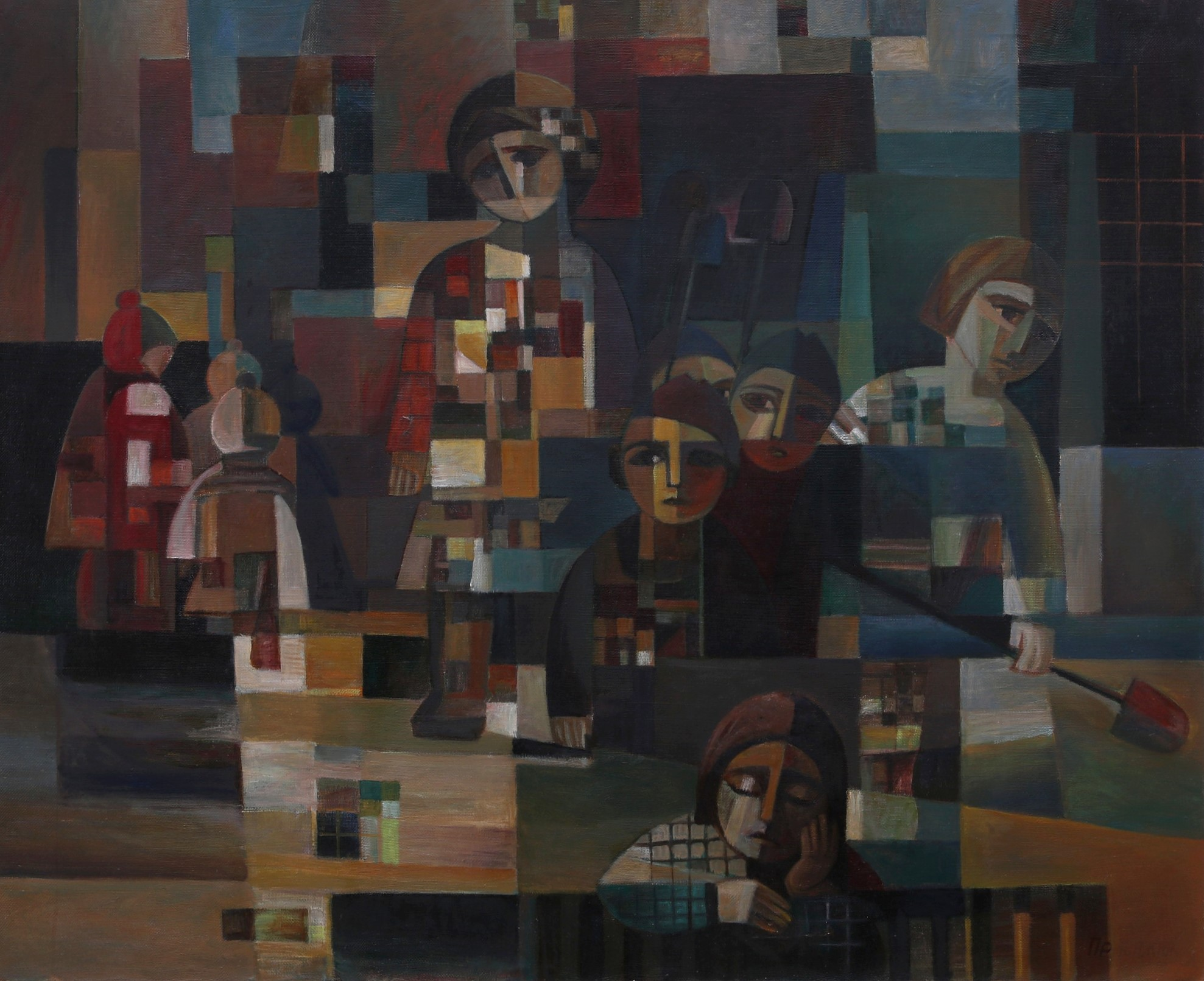
Інтернат, 1988
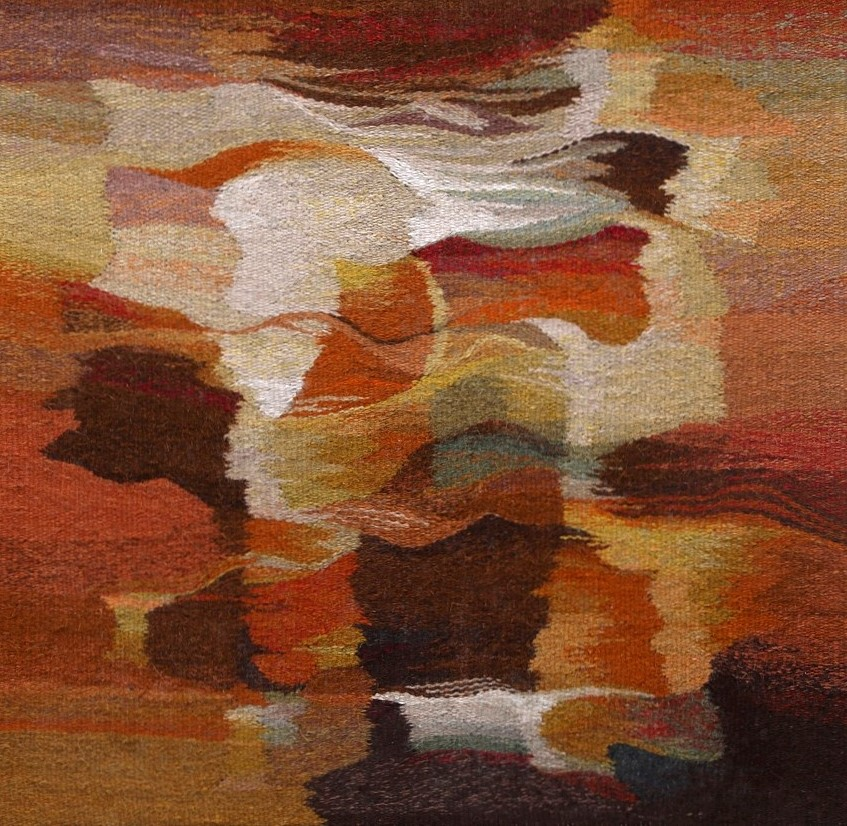
Золоте руно, гобелен, 1990
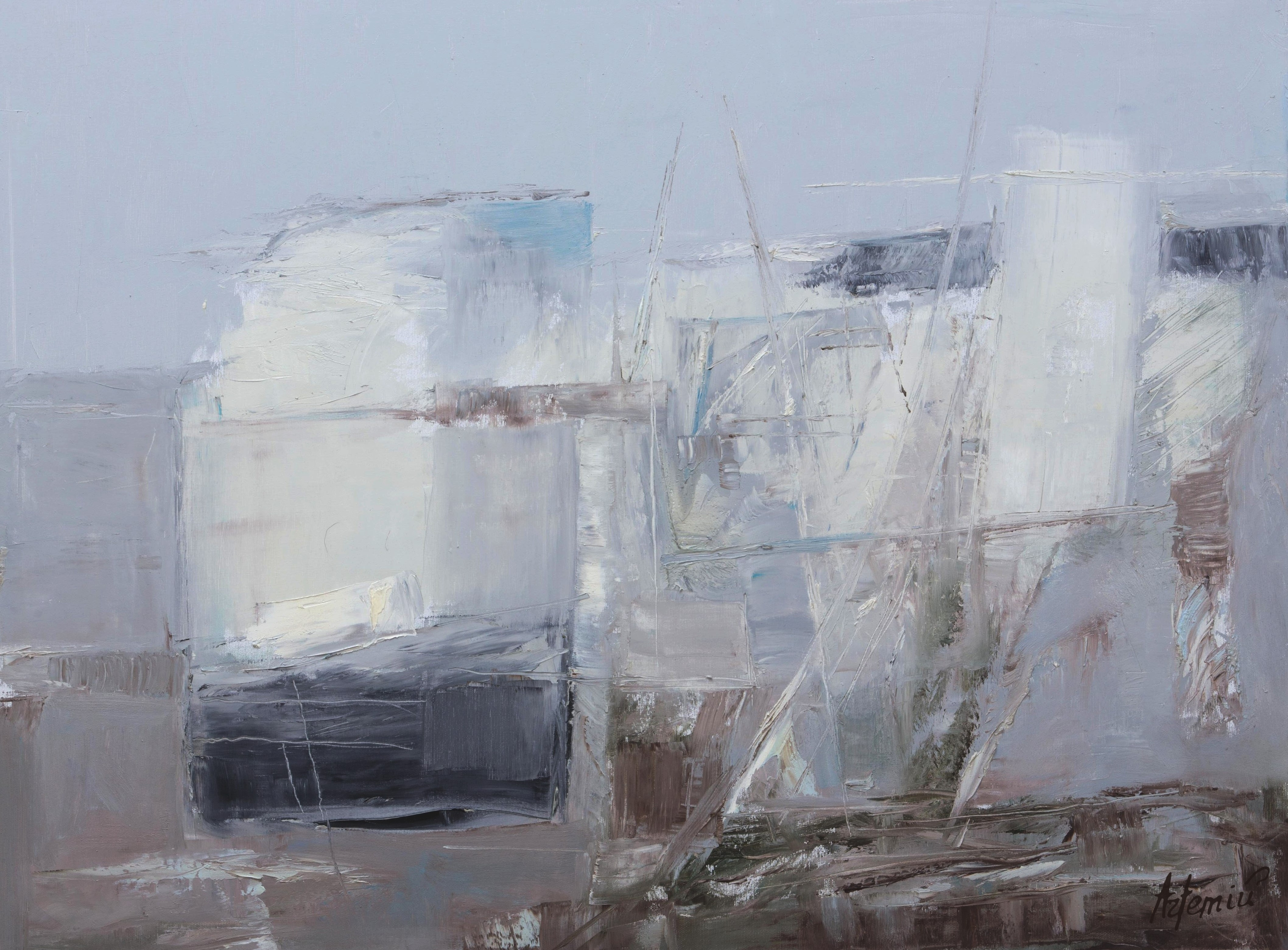
Наснилося, 2015
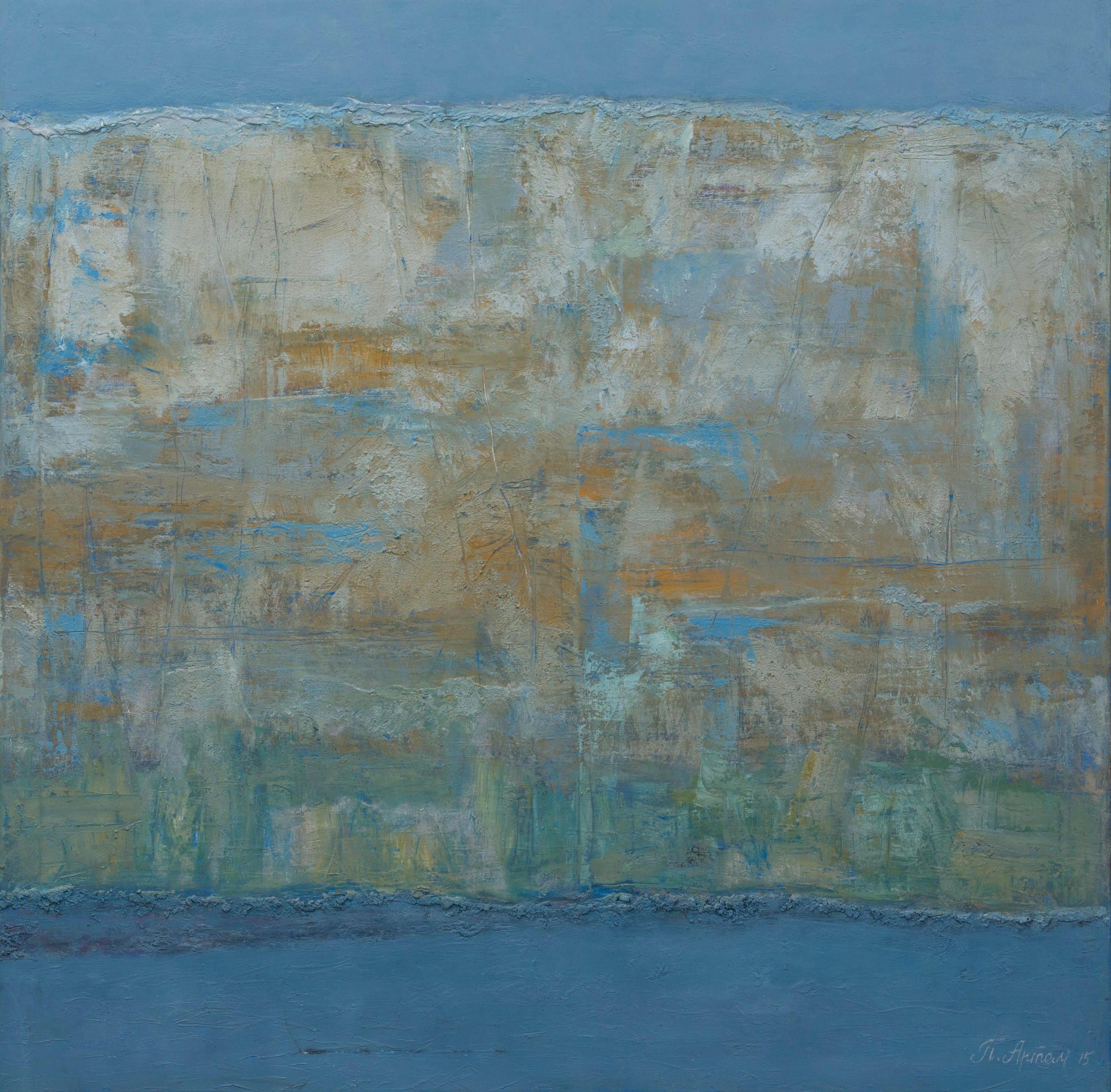
Повінь спокою, 2015
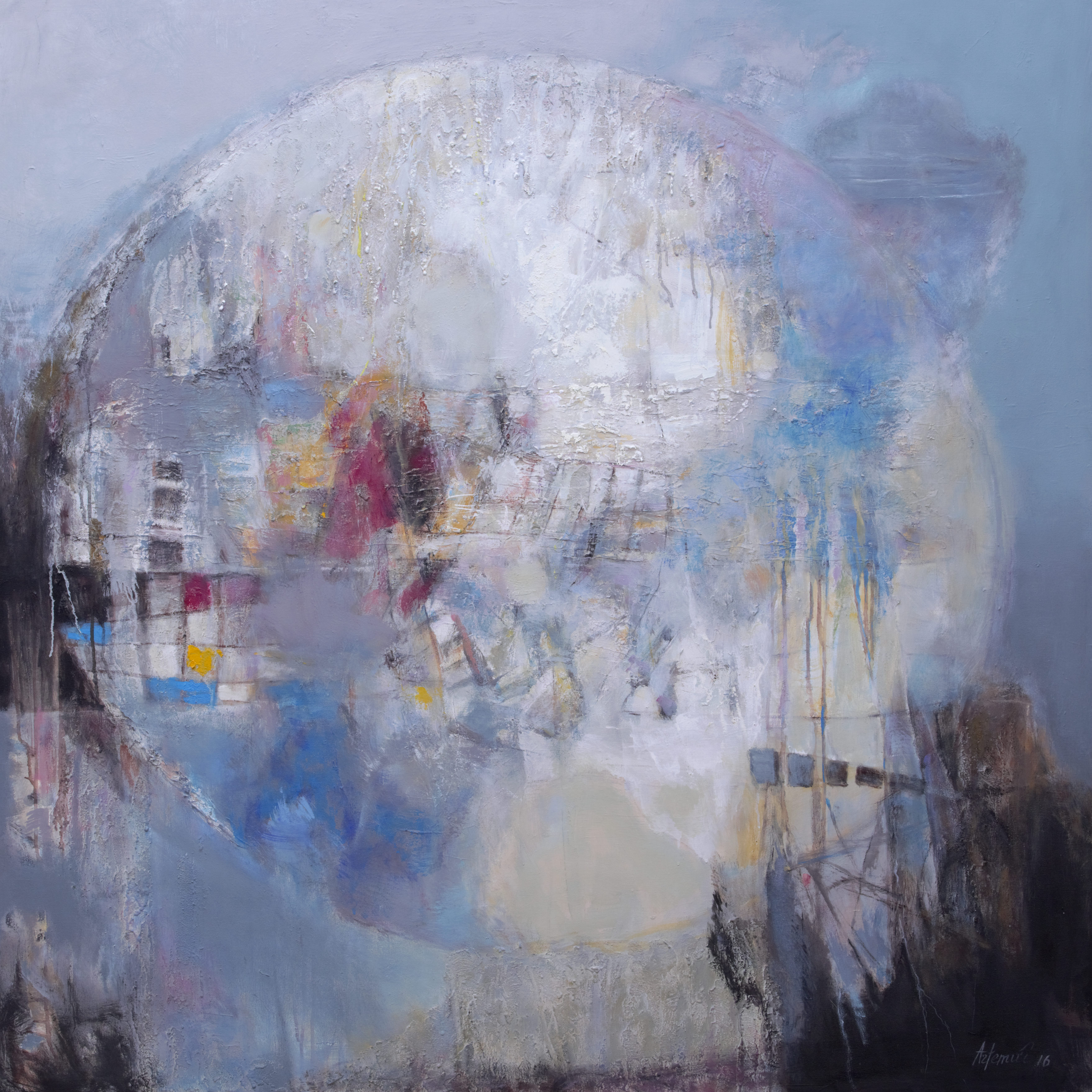
Небесна сфера, 2015
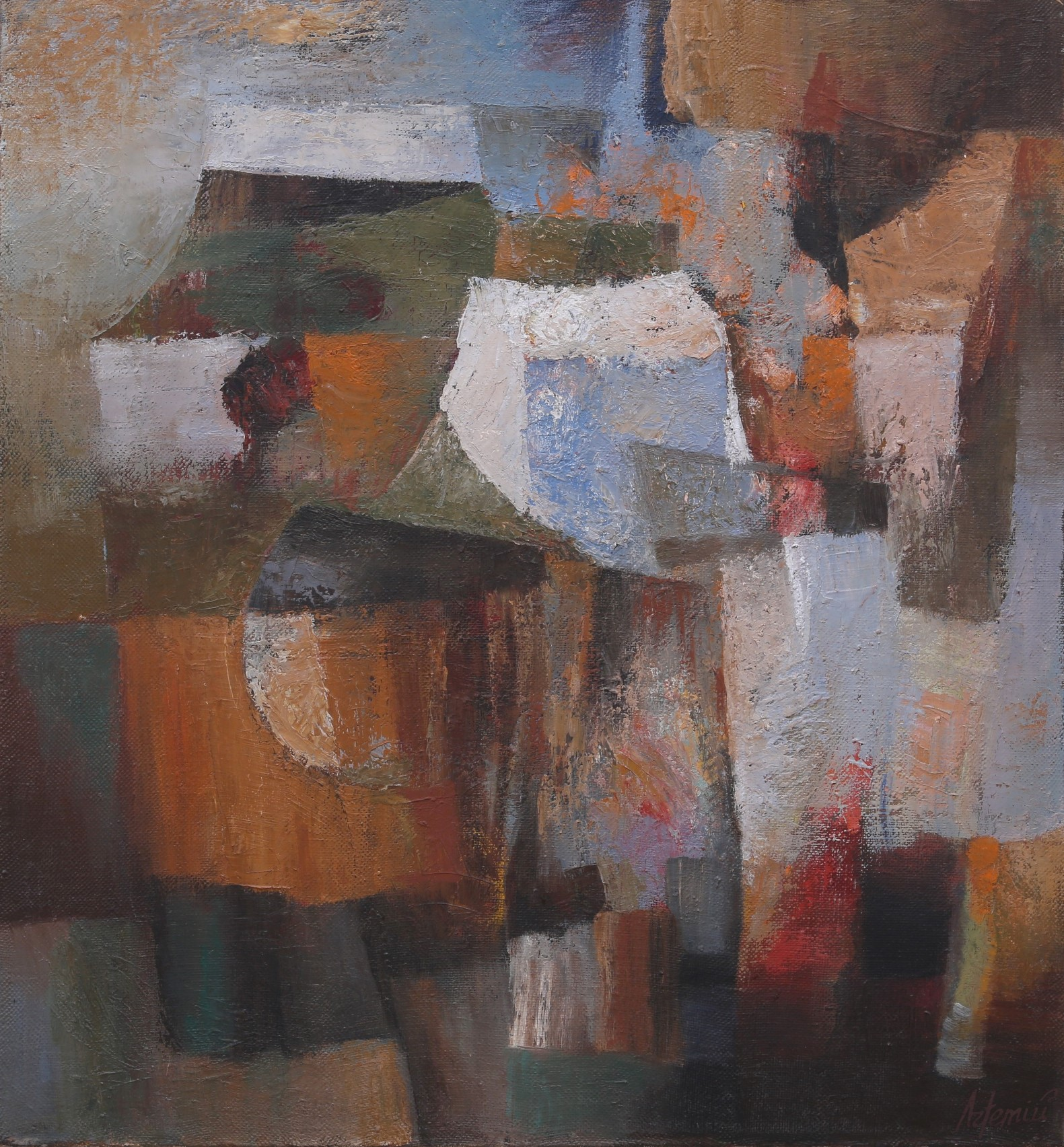
Пробудження, 1990
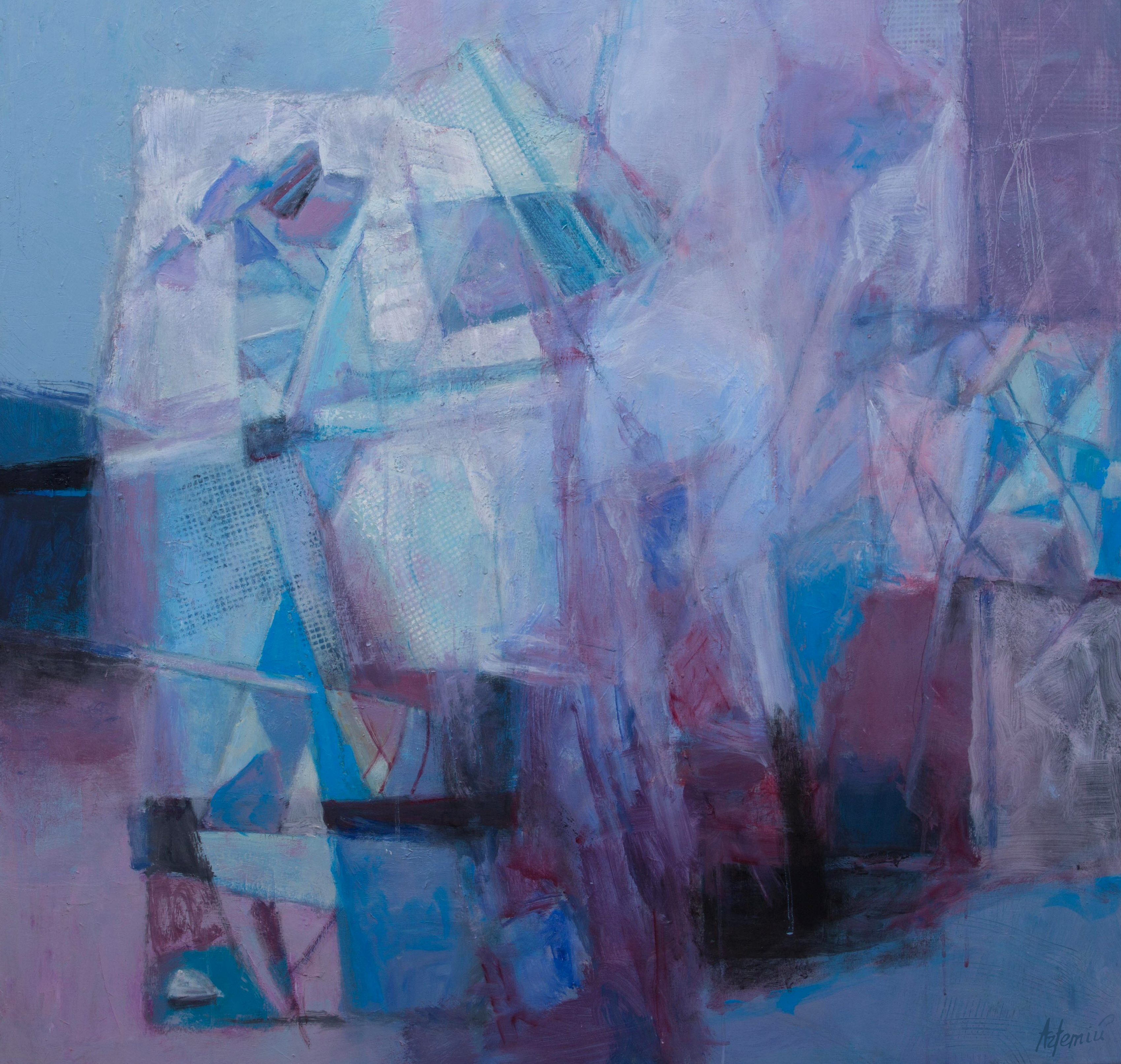
Чути музику, 2016
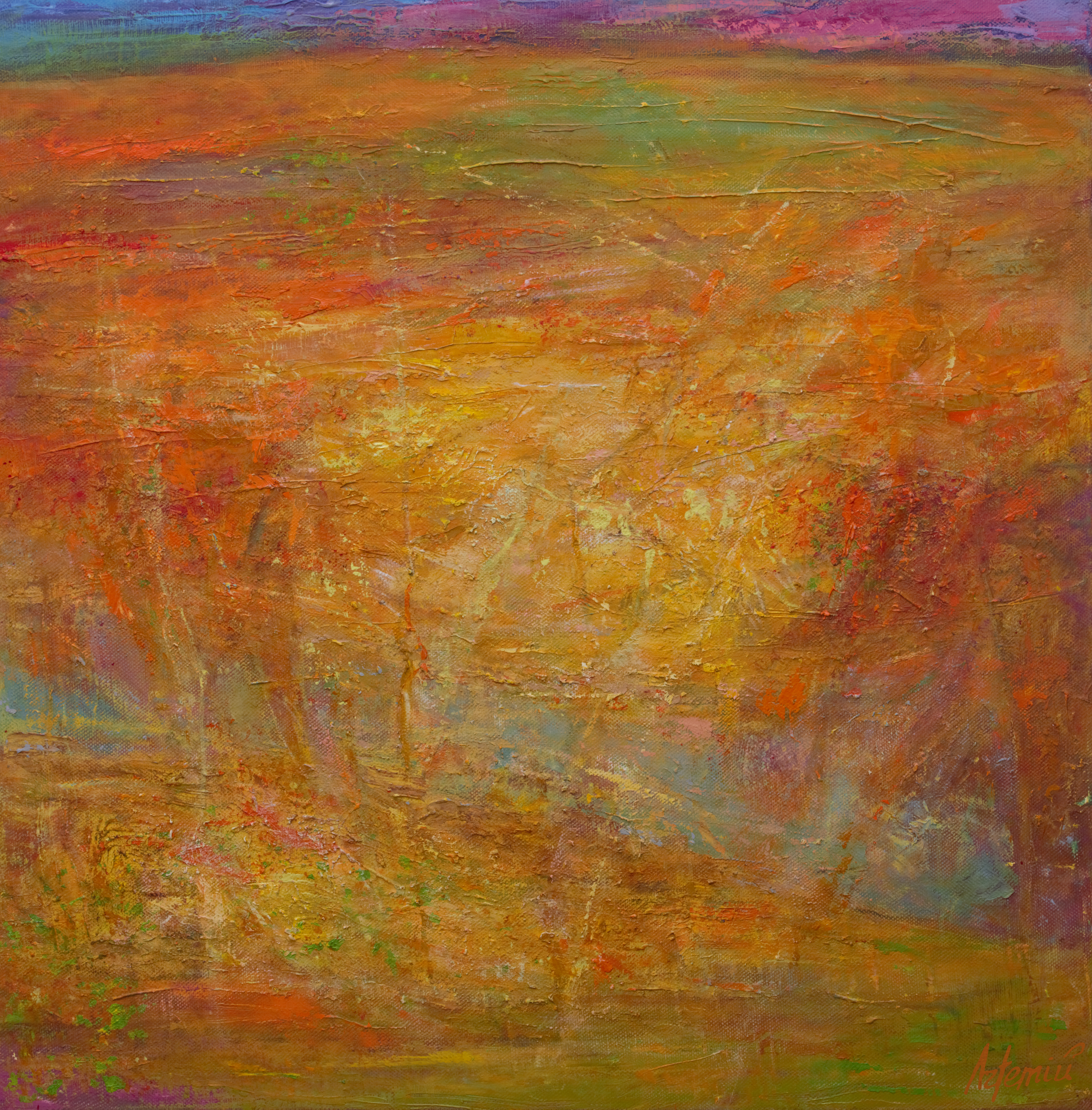
Соняшний сад, 2016